# Санчезия
Санчезия (лат. Sanchezia) — род цветковых растений семейства Акантовые. Вид Sanchezia speciosa культивируется как декоративное красивоцветущее растение.

## Название
Названо в честь в честь испанского ботаника Хосе Санчеса[уточнить]. Встречаются варианты названия: Санчесия, Саншеция, Санхезия, Санхеция, Санчеция.

## Биологическое описание

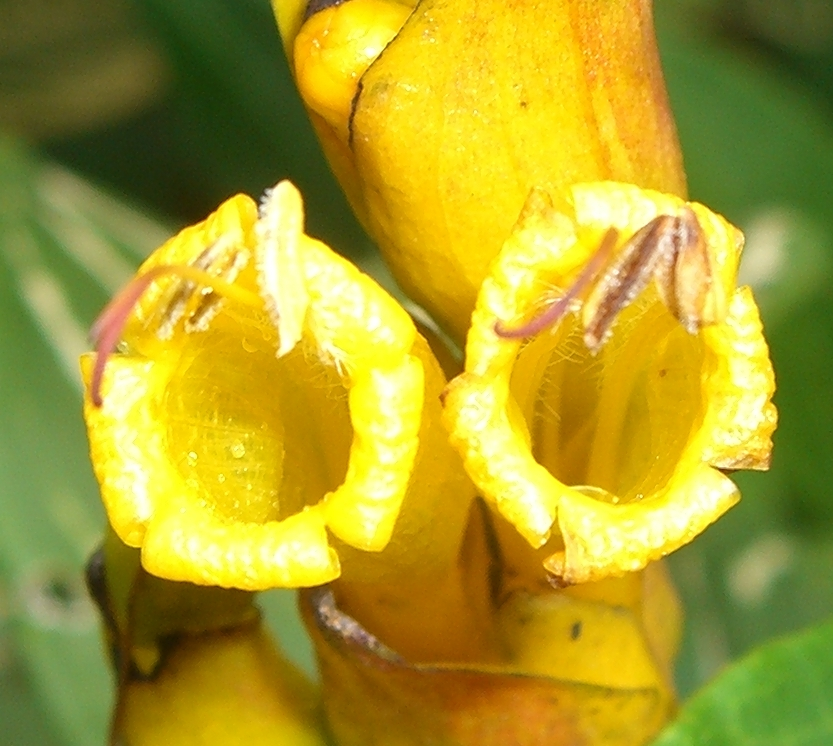
Sanchezia nobilis. Цветки крупным планом

Растения рода Санчезия — кустарники и вьющиеся растения, распространённые в Центральной и Южной Америке.
Листья простые, супротивные. Цветки трубчатые, пятичленные, нередко с яркими прицветниками.

## Виды
Род Санчезия насчитывает не менее 54 видов. Некоторые из них:
- Sanchezia arborea Leonard & L.B.Sm.
- Sanchezia aurantica Leonard & L.B.Sm.
- Sanchezia aurea Leonard & L.B.Sm.
- Sanchezia bicolor Leonard & L.B.Sm.
- Sanchezia cyathibractea Mildbr.
- Sanchezia filamentosa Lindau
- Sanchezia lampra Leonard & L.B.Sm.
- Sanchezia nobilis Hook.f.
- Sanchezia oblonga Ruiz & Pav.
- Sanchezia ovata Ruiz & Pav.
- Sanchezia parvibracteata Sprague & Hutch.
- Sanchezia parviflora Leonard
- Sanchezia pedicellata Leonard & L.B.Sm.
- Sanchezia putumayensis Leonard
- Sanchezia sericea Leonard
- Sanchezia siraensis Wassh.
- Sanchezia speciosa Leonard